# Hyphobasidiofera malaysiana
Hyphobasidiofera malaysiana är en svampart som beskrevs av K. Matsush. & Matsush. 1996. Hyphobasidiofera malaysiana ingår i släktet Hyphobasidiofera, klassen Agaricomycetes, divisionen basidiesvampar och riket svampar.   Inga underarter finns listade i Catalogue of Life.